# Пупкевиц, Гарольд
Гарольд Пупкевиц (англ. Harold Pupkewitz, ивр. הרולד פופקביץ‎; 14 июля 1915, Вильно — 27 апреля 2012, Виндхук) — намибийский бизнесмен, политический и общественный деятель, почётный вице-президент Еврейской общины Виндхука.

## Биография
Гарольд Пупкевиц родился в Российской империи в городе Вильно 14 июля 1915 года. Вместе со своей матерью Анной и двумя братьями Моррисом и Юлием он в 1925 году перебрался в Юго-Западную Африку. После окончания средней школы в Виндхуке в 1932 году он отправился в Кейптаун для дальнейшего обучения. Гарольд Пупкевиц окончил Университет Кейптауна в 1935 году и получил диплом бакалавра. После этого он еще на два года остался работать в Кейптауне. После возвращения в Виндхук в 1937 году он присоединился к руководству семейным бизнесом. Гарольд Пупкевиц управлял группой компаний Пупкевица в течение 75 лет с 1937 по 2012 год. В июле 1946 года Гарольд Пупкевиц был одним из основателей компании «M Pupkewitz & Sons», которая занималась продажей строительных материалов и сельскохозяйственного инвентаря, позднее продажей автомобилей. Когда в 1975 году шведский концерн Volvo прекратил поставки автомобилей в Южную Африку из-за существовавшего там режима апартеида, Пупкевиц договорился с японским концерном Toyota и стал местным представителем этой фирмы. В 2002 году компания Пупкевица стала самой крупной по продажам автомобилей в Намибии.
Помимо этого Гарольд Пупкевиц занимал посты президента Торгово-промышленной палаты Юго-Западной Африки (1981—1982), Института Экономического сотрудничества Юго-Западной Африки, Южноафриканского института международных отношений (1982—1990 годы), директора авиакомпании «Намиб Эйр» и авиакомпании «Намиб» (предшественник Air Namibia). В Намибии он занимал пост директора в правления NamPost (1992—2000 годы), City Savings and Investment Bank (1994—2002), MTC Namibia (1996—2000), Telecom Namibia (1992—2007), председатель NamPower (1996—2000) и президентом Федерации работодателей Намибии (1998—2007 годы). Он был членом Экономического консультативного совета президента с 1997 года. Пупкевиц был одним из ведущих предпринимателей Намибии. Он получил ряд наград за его вклад в развитие экономики страны.
Гарольд Пупкевиц был трудоголиком до преклонного возраста. В 2011 году, в возрасте 95 лет, он по-прежнему работал полный рабочий день шесть дней в неделю в качестве Исполнительного председателя «Pupkewitz Holdings».
Гарольд Пупкевиц был почётным вице-президентом Еврейской общины Виндхука, выделял средства на содержание синагоги в Виндхуке. Также занимал пост заместителя председателя Африканского еврейского конгресса и активно боролся с антисемитизмом. К концу своей жизни Пупкевиц считался самым богатым человеком в Намибии.
Умер Гарольд Пупкевиц 27 апреля 2012 года от сердечного приступа в Виндхуке.

## Семья
В 1952 году женился на Этель Мейеровиц. В браке родилось двое детей.